# John Paul Jones (musicien)
Pour les articles homonymes, voir Jones et John Paul Jones.
John Richard Baldwin, mieux connu professionnellement sous le nom de John Paul Jones, né le 3 janvier 1946 dans le district de Sidcup à Londres, est un musicien anglais multi-instrumentiste, compositeur, arrangeur et producteur, bassiste et claviériste de Led Zeppelin, de la fondation du groupe en 1968 jusqu'à sa séparation en 1980. Il joue également de la guitare, de la guitare pedal-steel, de la mandoline, du koto, du ukulélé et des claviers. Au cours de sa carrière, il collabore avec de très nombreux artistes.
En 2009, il fonde Them Crooked Vultures avec Dave Grohl et Josh Homme.
Le mensuel Rolling Stone le classe 14e meilleur bassiste de tous les temps.

## Biographie

### Débuts
John Baldwin est né à Sidcup dans le Kent. C'est alors qu'il est musicien de studio que le nom John Paul Jones lui est suggéré par un ami, Andrew Loog Oldham, après que ce dernier a vu l'affiche du film John Paul Jones en France. Film qui relate la vie et la carrière d'un officier de marine écossais et héros de la guerre d'indépendance des États-Unis.
Il apprend le piano par son père, Joe Baldwin, qui est un pianiste et arrangeur pour des groupes des années 1940 et 1950, notamment l'Ambrose Orchestra. Sa mère est aussi dans le domaine de la musique, ce qui permet à la famille de jouer ensemble sur scène dans toute l'Angleterre. Ses influences vont du blues de Big Bill Broonzy, du jazz de Charles Mingus jusqu'au piano classique de Rachmaninov. À l'âge de 14 ans, il devient l'organiste de son église locale et achète sa première basse, une Dallas électrique suivie d'une Fender Jazz Bass. Le jeu fluide du bassiste Phil Upchurch, natif de Chicago, l'amène à jouer de la basse. Il continue à utiliser la Fender jusqu'en 1975.
John Paul Jones rejoint son premier groupe à 15 ans, nommé The Deltas. Il joue ensuite de la basse pour le groupe de jazz londonien Jet Blacks. Sa révélation a lieu en 1962 lorsqu'il rencontre Jet Harris et Tony Meehan (qui viennent de quitter les Shadows) et joue de la basse dans leur groupe pendant deux ans. Jet et Tony venaient tout juste d'obtenir la première place du hit parade avec leur titre Diamonds (piste sur laquelle joue Jimmy Page).

### Musicien de studio
En 1964, le futur John Paul Jones commence une séance de travail avec Decca Records pour Andrew Loog Oldham sur la recommandation de Tony Meehan. Entre 1964 et 1968, il est très demandé pour des arrangements, jouant du clavier ou de la basse pour des artistes tels que The Rolling Stones, Herman's Hermits, Jeff Beck, Cat Stevens, Rod Stewart, Shirley Bassey, Lulu et de nombreux autres. En plus d'enregistrer avec Dusty Springfield, John Paul Jones joue aussi de la basse sur Talk of the Town. Il tient la basse sur l'album éponyme du groupe Strawbs en 1969. Les arrangements de John Paul Jones, notamment avec les Rolling Stones sur l'album Their Satanic Majesties Request (les cordes de She's A Rainbow), et son jeu sur Sunshine Superman de Donovan, attirent le producteur Mickie Most qui utilise ensuite ses services  comme arrangeur pour beaucoup de ses propres projets, avec Tom Jones, Nico, Wayne Fontana, The Walker Brothers... En France en 1967 Françoise Hardy le sollicite pour la réalisation de deux chansons, "En vous aimant bien" et "Mais il y a des soirs" pour son album Ma jeunesse fout le camp qu'elle enregistre à Londres.
En 1968, Jimmy Page et lui participent tous deux à l'enregistrement de l’album The Hurdy Gurdy Man de Donovan.
John Paul Jones enregistre aussi avec des connaissances de Tony Meehan et Jet Harris, notamment leur ancien groupe Cliff Richard and the Shadows. Avant ces enregistrements, le groupe discute avec Jones pour l'intégrer en remplacement de leur ex-bassiste Brian « Licorice » Locking. Ils choisirent finalement John Rostill.

### Led Zeppelin
John Paul Jones et Jimmy Page se connaissent professionnellement depuis au moins 1964. Ils se rencontrent à nouveau pour la réalisation de l'album Little Games des Yardbirds. Jones y contribue pour les arrangements orchestraux et joue du violoncelle sur la pièce-titre. Bien que l'album ne soit pas un grand succès commercial, la session amène Jones et Page à parler d'une future collaboration. Un peu plus tard, Chris Dreja ayant décidé de quitter les Yardbirds pour se consacrer à la photographie, Jones contacte Page pour en devenir le nouveau bassiste. Sa décision de quitter les sessions et de joindre le groupe est notamment due à son désir d'exprimer une créativité artistique. Les yarbirds devenu New Yarbirds à l’arrivée de John Bonham et Robert Plant optent finalement pour le nom de Led Zeppelin. Bien que les projecteurs soient braqués sur Robert Plant et Jimmy Page, par son tempérament, sa musicalité et son expérience, Jones est crucial dans la création du son et du succès de Led Zeppelin.
John Paul Jones  est à la base des lignes classiques de basse du groupe, notamment les riffs d'influence funk sur The Lemon Song et What Is and What Should Never Be (Led Zeppelin II) ainsi que le riff puissant sur Black Dog (Led Zeppelin IV). Après avoir mis « à la retraite » sa Fender Jazz Bass en 1975, Jones passe à une Alembic personnalisée. Ses talents aux claviers rendent une dimension éclectique et font passer Led Zeppelin à quelque chose qui est plus qu'un groupe de hard-rock, notamment sur le titre délicat The Rain Song (Houses of the Holy), le titre funk et dansant Trampled Under Foot (Physical Graffiti) et les tonalités orientales de Kashmir (même album). En concert, le titre phare de Jones au piano électrique est No Quarter, durant souvent près d'une demi-heure et incluant des samples de Amazing Grace et des adaptations de pièces classiques telles que Rachmaninov. Sa diversité pour le groupe s'étend aussi à sa maîtrise de nombreux instruments. Il est l'auteur d'un des plus grands succès du groupe Black Dog (Led Zeppelin IV). Utilisant pour la seule et unique fois un médiator pour jouer cette  pièce.
Alors que tous les membres de Led Zeppelin ont une réputation de fêtards, John Paul Jones est considéré comme un membre professionnel du groupe : ses excès n'altèrent pas son jeu, par contraste avec Jimmy Page et John Bonham dans les dernières années du groupe.
Une rumeur veut que le titre Royal Orleans sur l'album (Presence) soit lié à une expérience qu'aurait eue John Paul Jones . La chanson parle d'une personne qui, par erreur, emmène un travesti dans sa chambre d'hôtel et s'endort avec un joint de marijuana dans la main, mettant le feu à la chambre. « Royal Orleans » est le nom d'un hôtel où les membres de Led Zeppelin descendaient lorsqu'ils jouaient à la Nouvelle-Orléans. En 2007, John Paul Jones donne sa version au magazine Mojo magazine: «Les travestis étaient en réalité des amis de Richard Cole; des gens normaux sympathiques et nous étions tous dans un bar. Que j'aie pris un travesti pour une fille c'est de la foutaise; cela s'est passé dans un autre pays avec quelqu'un d'autre... Quoi qu'il en soit 'Stephanie' s'est retrouvé dans ma chambre et nous avons roulé un joint ou deux et je me suis endormi et mis le feu à la chambre d'hôtel, comme vous le faites, ha, ha, et quand je me suis réveillé, il y avait plein de pompiers!»
L'implication de John Paul Jones dans Led Zeppelin ne le fait pas arrêter pour autant son activité de musicien de studio. En 1969, il retourne en studio pour jouer de la basse pour l'album Way of Life de Family Dog, en 1970 pour les claviers et la guitare sur The End of the Game album solo de Peter Green. Il est aussi directement choisi par Madeline Bell pour produire et arranger son album Comin' Atcha (1974). Il joue aussi de la basse sur l'album de Roy Harper HQ en 1975 (la pièce The Game avec David Gilmour) et collabore au rockestra Back to the Egg du groupe Wings de Paul McCartney.

### Après Led Zeppelin
Depuis 1980, John Paul Jones collabore avec R.E.M., Heart (il a produit l'album live The Road Home de 1995 en plus de jouer le piano, la mandoline et la basse), Ben E. King, The Mission, La Fura del Baus, Brian Eno et The Butthole Surfers. Il apparaît dans un certain nombre de sessions et de vidéos pour Paul McCartney et participe à la bande sonore du film Give My Regards to Broad Street. En 1986, le réalisateur Michael Winner lui demande de fournir la musique du film Scream for Help dans laquelle Jimmy Page apparaît sur deux pistes. Pour l'anecdote, notons qu'il joue de la basse sur un titre du premier album solo de Manu Katché It's about time en 1991. En 1992, il participe à l'enregistrement de la chanson  Fourteen black Paintings sur l'album US de Peter Gabriel. Il enregistre et tourne avec Diamanda Galàs sur son album The Sporting Life (1994). Jones a créé son propre studio d'enregistrement (Sunday School) et s'implique dans la carrière de chanteuse de sa fille, Jacinda Jones.
Zooma est son premier album solo (septembre 1999) suivi par Thunderthief (2001) qui marque son début en tant que chanteur.
En 2002, il produit le second album du groupe néo-zélandais The Datsuns.

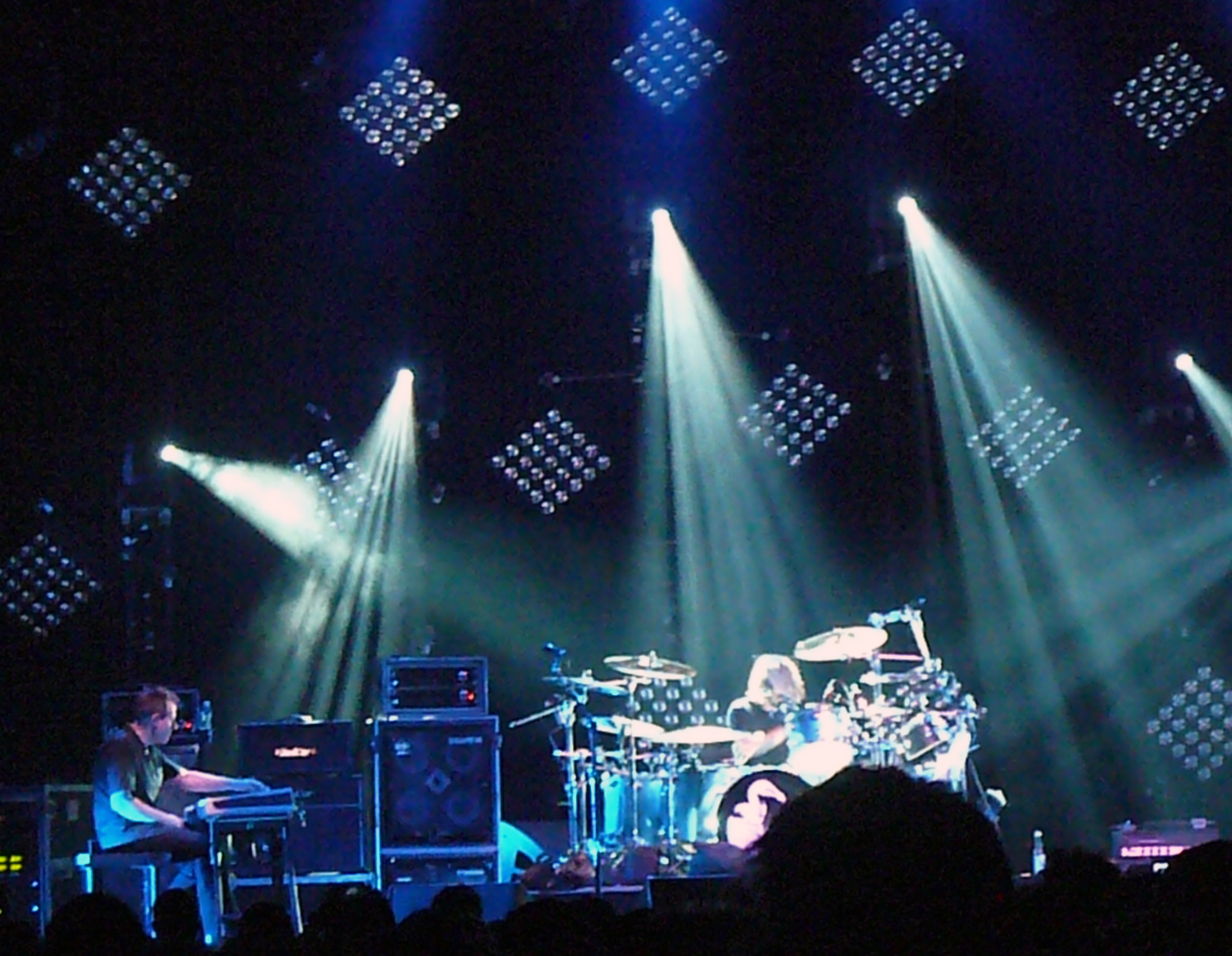
John Paul Jones et Dave Grohl au concert de Them Crooked Vulture le 7 juin 2010 à Esch-sur-Alzette

Le 29 août 2003, John participe au concert Guitar Wars du Hard Rock Cafe au Japon avec, entre autres, Steve Hackett, Pat Mastelotto, Roger King, Paul Gilbert et Nuno Bettencourt. Y sont interprétées des pièces de Led Zeppelin, de Genesis et de Steve Hackett, telles que « When the levee breaks » avec une performance incroyable au lap-steel guitar de Jones, une version acoustique de « Going to California », ainsi que « Firth of fifth », « Dark Town » et « Los Endos ».
Le 27 octobre 2008 il déclare dans le magazine Rolling Stone que Led Zeppelin doit se reformer et partir en tournée en 2009 sans Robert Plant.
Il est depuis 2009 bassiste du supergroupe de hard rock Them Crooked Vultures en compagnie de Josh Homme et Dave Grohl.
Depuis 2017, il se produit quelquefois au sein du trio Tres coyotes qu'il a formé avec le violoncelliste finlandais Anssi Karttunen et le compositeur finlandais Magnus Lindberg.

## Vie privée
John Paul Jones a rencontré sa femme, « Mo » (Maureen) en 1965, ils ont trois filles : Jacinda, Tamara et Kierra. En 2009, selon le The Sunday Times, la fortune de John Paul Jones est estimée à 40 millions de livres sterling.

## Discographie

### Albums solo
- 1985 : Scream for Help (bande originale)
- 1994 : The Sporting Life avec Diamanda Galás
- 1999 : Zooma
- 2001 : The Thunderthief

### Avec différents artistes
- 1968 : No Introduction Necessary

### Them Crooked Vultures
- 2009 : Them Crooked Vultures

### Seasick Steve
- 2011 : You Can't Teach an Old Dog New Tricks
- 2013 : Hubcap Music